# San Marcos, Galeana
San Marcos är en ort i Mexiko.   Den ligger i kommunen Galeana och delstaten Nuevo León, i den centrala delen av landet, 600 km norr om huvudstaden Mexico City. San Marcos ligger 1 853 meter över havet och antalet invånare är 224.
Terrängen runt San Marcos är kuperad. Runt San Marcos är det mycket glesbefolkat, med 5 invånare per kvadratkilometer. Närmaste större samhälle är Galeana, 13,9 km norr om San Marcos. Omgivningarna runt San Marcos är i huvudsak ett öppet busklandskap.